# Air Ronge (Saskatchewan)
Air Ronge je menší obec (s 1032 obyvateli) v severním Saskatchewanu, v Kanadě, 235 km severně od města Prince Albert. Leží na západním břehu jezera Lac la Ronge a je 3 km jižně od městečka La Ronge a chráněné oblasti Lac La Ronge Provincial Park. Podle sčítání z roku 2006 tato severská ves vzrostla o 8,1% od roku 2001 a je jednou z nejrychleji rostoucích municipalit v Saskatchewanu. Dalších 3500 lidí žije nedaleko v La Ronge a 2000 v indiánské rezervaci Lac La Ronge First Nation. Obec se rozkládá na okraji Kanadského štítu, v zalesněné krajině. Stejně jako v La Ronge je zdejším nejrychleji se rozvíjejícím oborem ekonomiky turistický ruch. Skrz obec prochází dálnice Highway 2.

## Sčítání obyvatelstva Kanady 2006 – profil obce Air Ronge
Populace: 1 032 (+8.1% od r. 2001)
Rozloha: 6,00 km² (2.32 sq mi)
Hustota obyvatelstva: 172,0 /km² (445 /sq mi)
Střední věk: 27,9 (muži: 27,6; ženy: 28,0)
Počet domácností: 356
Průměrný příjem domácností: $57 856
|                | North: La Ronge                                 |                   |
| Západ: Beauval | Air Ronge                                       | Východ: Flin Flon |
|                | Jih: Prince Albert National Park, Prince Albert |                   |